# Tonie Carroll

a Compétitions nationales et continentales officielles uniquement.

b Matchs officiels uniquement.
Tonie Carroll, né le 17 février 1976 à Christchurch, est un joueur de rugby à XIII néo-zélandais puis australien évoluant au poste de centre ou deuxième ligne dans les années 1990 et 2000. Au cours de sa carrière, il a été international néo-zélandais puis international australien (premier joueur à disputer des matchs  dans ces deux sélections depuis 90 ans et Bill Kelly) et a été sélectionné aux Queensland Maroons pour le State of Origin dans les années 1990 et 2000. En club, il effectue la majorité de sa carrière aux Brisbane Broncos entre-coupé d'un séjour en Angleterre aux Leeds Rhinos.